# Мужская сборная Греции по баскетболу
Сборная Греции по баскетболу (греч. Eθνική Oμάδα μπάσκετ Ελλάδα) — национальная баскетбольная команда, представляющая Грецию на международной баскетбольной арене. Управляется Федерацией баскетбола Греции. Сборная Греции является серебряными призёрами чемпионата мира 2006, а также двукратными чемпионами Европы (в 1987 и 2005 годах). В конце 2000-х сборная Греции находилась на четвёртом месте в рейтинге ФИБА.

## История

Предыдущий логотип греческой федерации баскетбола.

Баскетбол имеет давние традиции в Греции. Греция была одним из восьми соучредителей ФИБА в 1932 году. Несмотря на это, несколько десятилетий в середине двадцатого века Сборная Греции была командой второго эшелона. В 1987 году Греция впервые в своей истории выиграла Евробаскет, что послужило очень сильным толчком к развитию баскетбола в этой стране. Спустя несколько лет, это дало свои результаты, и Сборная Греции стала одним из лидеров мирового баскетбола.

### Международный дебют и первые успехи
Греция должна была принимать участие в чемпионате Европы 1935 в Женеве, первом розыгрыше чемпионата Европы по баскетболу, но из-за финансовых проблем участие стало невозможным. Дебют греческой сборной на Евробаскете состоялся в 1949 году в Каире. Часть сильнейших европейских сборных решила отказаться от участия в этом Евробаскете из-за необходимости добираться до столицы Египта на самолёте. Новичкам турнира удалось стать бронзовым призёром чемпионата Европы. Греция пропустила вперёд только хозяев чемпионата — Египет и сильную команду того времени — Францию.
После первого успеха Греции предстояло участвовать в чемпионате Европы 1951. Греки на этом турнире успешно прошли первую стадию турнира, но в полуфинальной стадии проиграли сильнейшим сборным того чемпионата и в итоге стали восьмыми из восемнадцати участников. На следующий год Греция приняла участие в Олимпийских играх 1952, но не смогла пройти предварительный раунд. До конца 50-х годов сборная Греции больше не принимала участие в крупных международных соревнованиях
До середины 80-х годов Греция принимала участие в большинстве чемпионатов Европы, но лучшим выступлением греческой сборной было 8 место в 1965 году. На протяжении более чем двух десятков лет сборной Греции не удавалось квалифицироваться на Олимпийские игры или чемпионаты мира. Единственным успехом Греции на международных соревнованиях была победа на Средиземноморских играх 1979, где греки в финале обыграли сборную Югославии со счётом 85−74.

### Вхождение в элиту
Развитие баскетбола в Греции и успехи национальной сборной на международной арене в середине 80-х годов связаны с появлением в греческой сборной баскетболистов высочайшего уровня: Никоса Галиса, который впоследствии стал самым забивающим игроком в истории европейского баскетбола, Панайотиса Яннакиса, Панайотиса Фасуласа, Фаниса Христодулу. Сборная Греции впервые квалифицировалась на чемпионат мира 1986, где заняла десятое место среди двадцати четырёх сильнейших сборных мира.
На следующий год сборной Греции предстояло играть на домашнем чемпионате Европы. Успешно завершив предварительный раунд, команда Греции выбила из борьбы сначала сборную Италии, а в полуфинале справилась с фаворитами Евробаскета — командой Югославии. В финале грекам предстояло встретиться с действующими чемпионами Европы — сборной Советского Союза. На переполненном семнадцатитысячном Стадионе Мира и Дружбы хозяева чемпионата взяли верх над сборной СССР со счётом 103−101, выиграли золотые медали Евробаскета. В этой игре Никос Галис набрал 40 очков. Греческая сборная впервые в своей истории выиграла крупный турнир. После этой победы баскетбол стал национальным видом спорта в Греции.
Несмотря на победу на Евробаскете, грекам не удалось квалифицироваться на Олимпийские игры 1988. Через год им предстояло защищать титул чемпионов Европы. В полуфинале на пути греческой сборной снова встала сборная СССР, но греки ещё раз обыграли её и вышли в финал, где им предстояло встретиться с хозяевами чемпионата — сборной Югославии. Сборная Греции уступила и завоевала серебряные медали чемпионата Европы.

### Одни из лучших в мире
В 90-х годах сборная Греции была участником всех крупных международных турниров (за исключением Олимпийских игр 1992), занимая места не ниже шестого, а из-за трёх четвёртых мест на чемпионатах Европы (1993, 1995, 1997) и двух четвёртых мест на чемпионатах мира (1994, 1998) за командой закрепилось звание «вечно четвёртой». В 1996 году сборной Греции удалось во второй раз в истории стать участником Олимпийских игр, по результатам которых греки стали пятыми.
На чемпионате мира 1990 года команда была вынуждена играть без своего лидера Никоса Галиса, но, вопреки ожиданиям, улучшила результат четырёхлетней давности и стала шестой. Через 4 года, на чемпионате мира 1994 года команда дошла до полуфинала, где проиграла сборной США, а в матче за бронзу уступила сборной Хорватии. Тем не менее, четвёртое место на чемпионате мира было воспринято на родине как показатель развития баскетбола в стране. Спустя ещё 4 года греки были хозяевами чемпионата мира 1998 года, на котором перед командой была поставлена цель пробиться в финал. В полуфинале греки проиграли сборной Югославии в дополнительное время и потеряли шансы выполнить поставленную цель. В матче за бронзу уже немотивированные греки уступили сборной США и вновь стали четвёртыми.
С 1999 по 2002 года Греция потерпела много неудач на международной баскетбольной арене. На Евробаскете 1999 греки проиграли все три матча на групповом этапе, заняв последнее, шестнадцатое, место среди всех участников турнира. Этой неудачей сборная Греции потеряла все шансы на участие в Олимпийских играх 2000 года. На Евробаскете 2001 Греция заняла только девятое место и не получила право участия в чемпионате мира 2002.

### Европейский и мировой успех

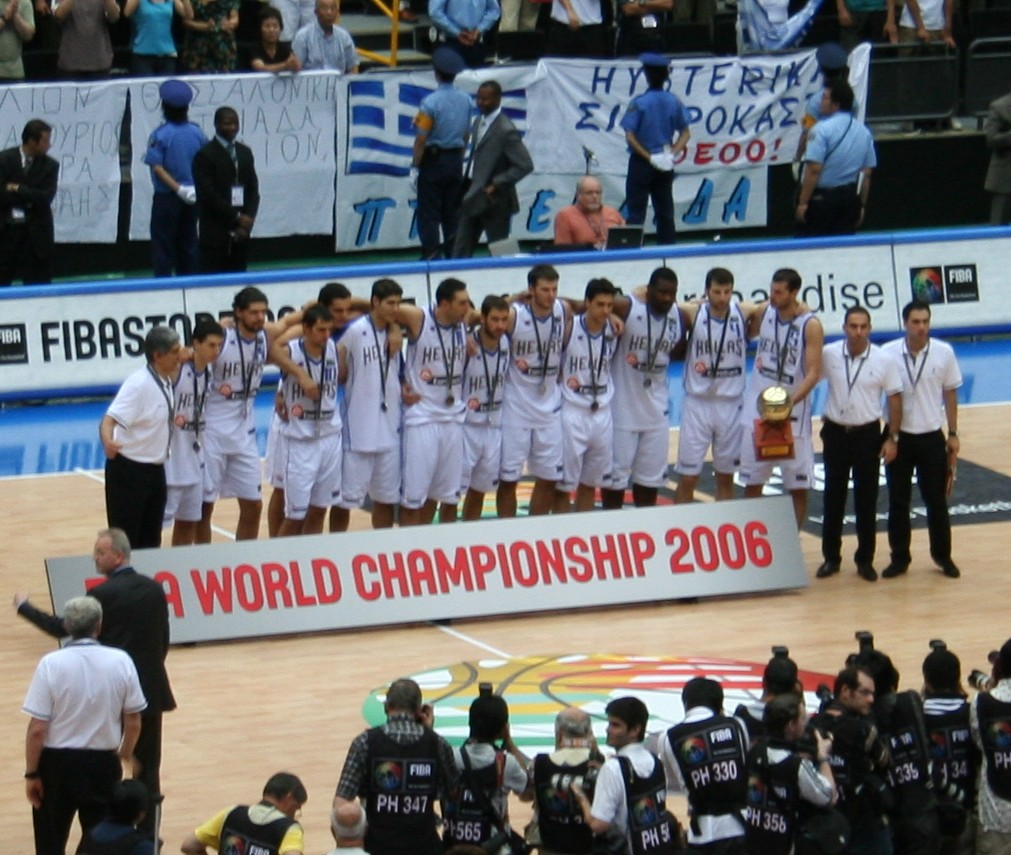
Сборная Греции на награждении серебряными медалями чемпионата мира 2006

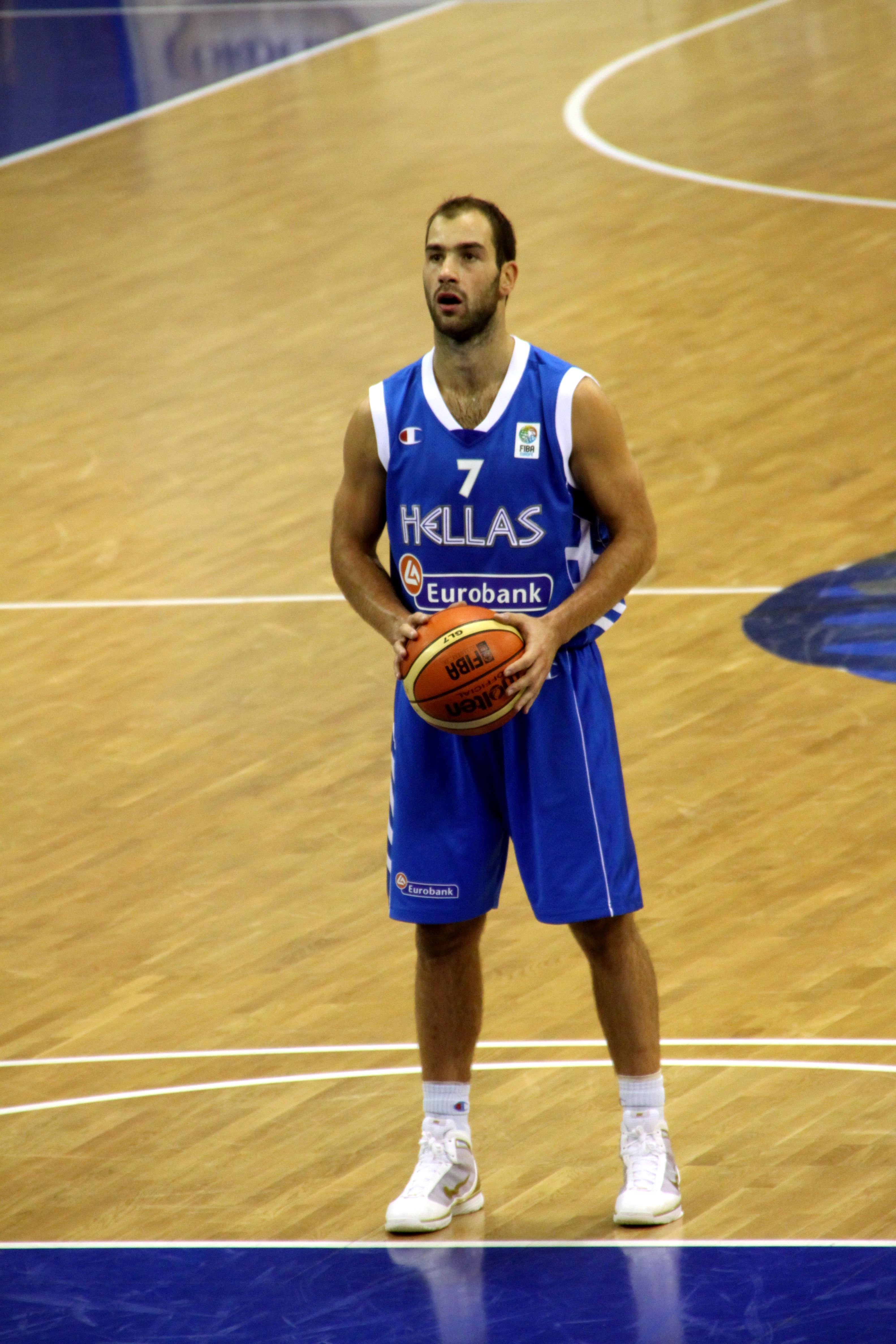
Василис Спанулис

Возрождение греческой сборной началось на Евробаскете 2003, где обновлённая команда заняла пятое место. Домашние Олимпийские игры 2004 в Афинах были прекрасной возможностью для греков впервые стать призёрами Олимпиады, но поражение в четвертьфинале от Аргентины и итоговое пятое место заставили греков отложить выполнение этой цели ещё минимум на четыре года.
На Евробаскете 2005 сборная Греции начала своё выступление на турнире с двух побед в трёх матчах в рамках группового этапа. В плей-офф Греция сначала выбила Израиль и Россию, а в полуфинале столкнулась со сборной Франции. За минуту до окончания четвёртой четверти греки проигрывали семь очков, но сумели сократить отрыв, а за три секунды до финальной сирены Димитрис Диамантидис забил трёхочковый, который принёс сборной Греции первый за шестнадцать лет финал континентального первенства. В финале на переполненной Белград-Арене сборная Греции уверенно (78−62) обыграла Германию и второй раз в своей истории выиграла Евробаскет.

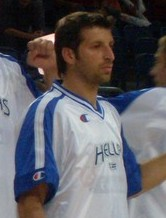
Теодорос Папалукас

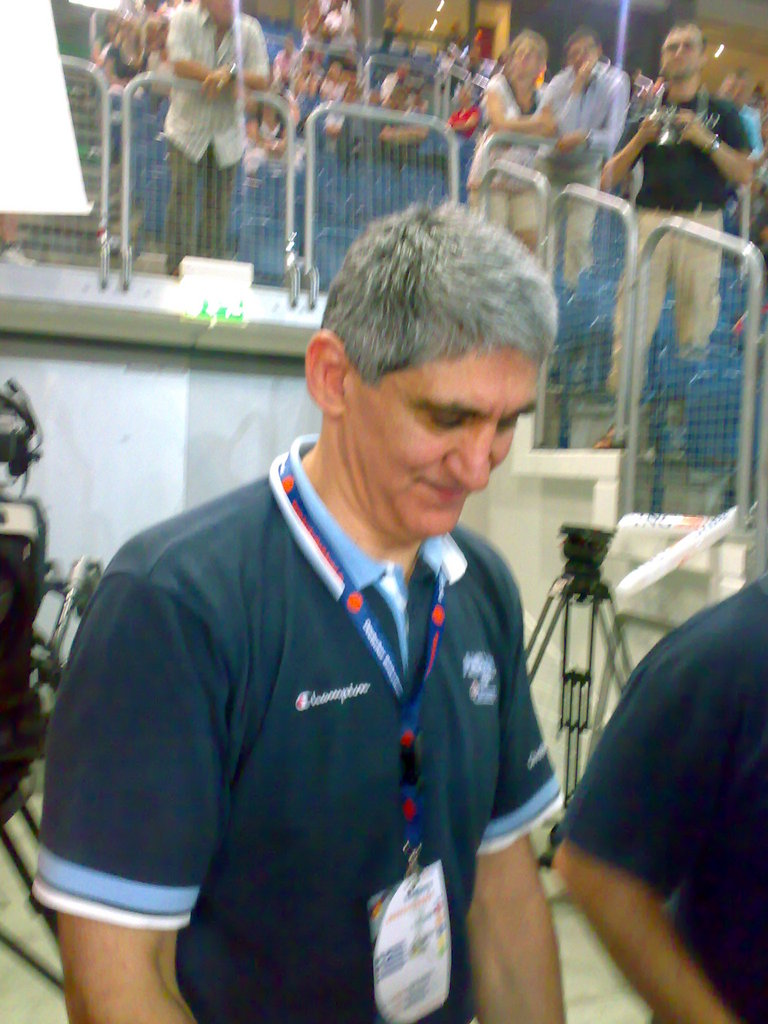
Панайотис Яннакис, единственный победитель Евробаскета как игрок (1987) и тренер (2005)

В следующем году сборная Греции выиграла Кубок Станковича, не проиграв по ходу турнира ни одной встречи и в финале снова одолев сборную Германии с разгромным счётом 84−47. На чемпионате мира 2006 года сборная Греции была решительно настроена выиграть медали. К стадии полуфинала греки подошли непобеждёнными, большую часть своих игр завершая с разгромным счётом. В полуфинале сборная Греции обыграла непобедимую на тот момент сборную США со счётом 101−95, проигрывая по ходу матча 12 очков. После драматичного полуфинала греки не смогли собраться и что-либо противопоставить сборной Испании, проиграв со счётом 47−70. Несмотря на поражение, греки остались довольны своей первой медалью на чемпионатах мира и знаменательной победой над сборной США.
На Евробаскете 2007 греки защищали свой титул, пробились в полуфинал, где в упорно борьбе уступили хозяевам турнира и действующим чемпионам мира — сборной Испании. В матче за бронзу сильнее оказалась сборная Литвы. На Олимпийских играх 2008 сборная Греции не смогла добраться до медалей, уступив в четвертьфинале сборной Аргентины на последних секундах и заняв итоговое пятое место. На Евробаскете 2009 сборная Греции предстала обновлённой командой без Теодороса Папалукаса, Димитриса Диамантидиса и других значимых игроков прошлых лет. Несмотря на смену поколений в сборной, греки смогли выиграть бронзовые медали, снова уступив в полуфинале испанцам, а в матче за третье место одержав победу над Словенией со счётом 57−56.
Перед чемпионатом мира 2010 сборная Греции провела серию товарищеских игр, в которых крупно обыграла всех своих соперников, но уже на групповом этапе чемпионата мира проиграла Турции и России и в первом раунде плей-офф получила в соперники сборную Испании. Встреча снова закончилась победой испанцев, греки закончили выступление на чемпионате мира с итоговым одиннадцатым местом, что стало худшим выступлением сборной Греции на чемпионатах мира.

### 2011−

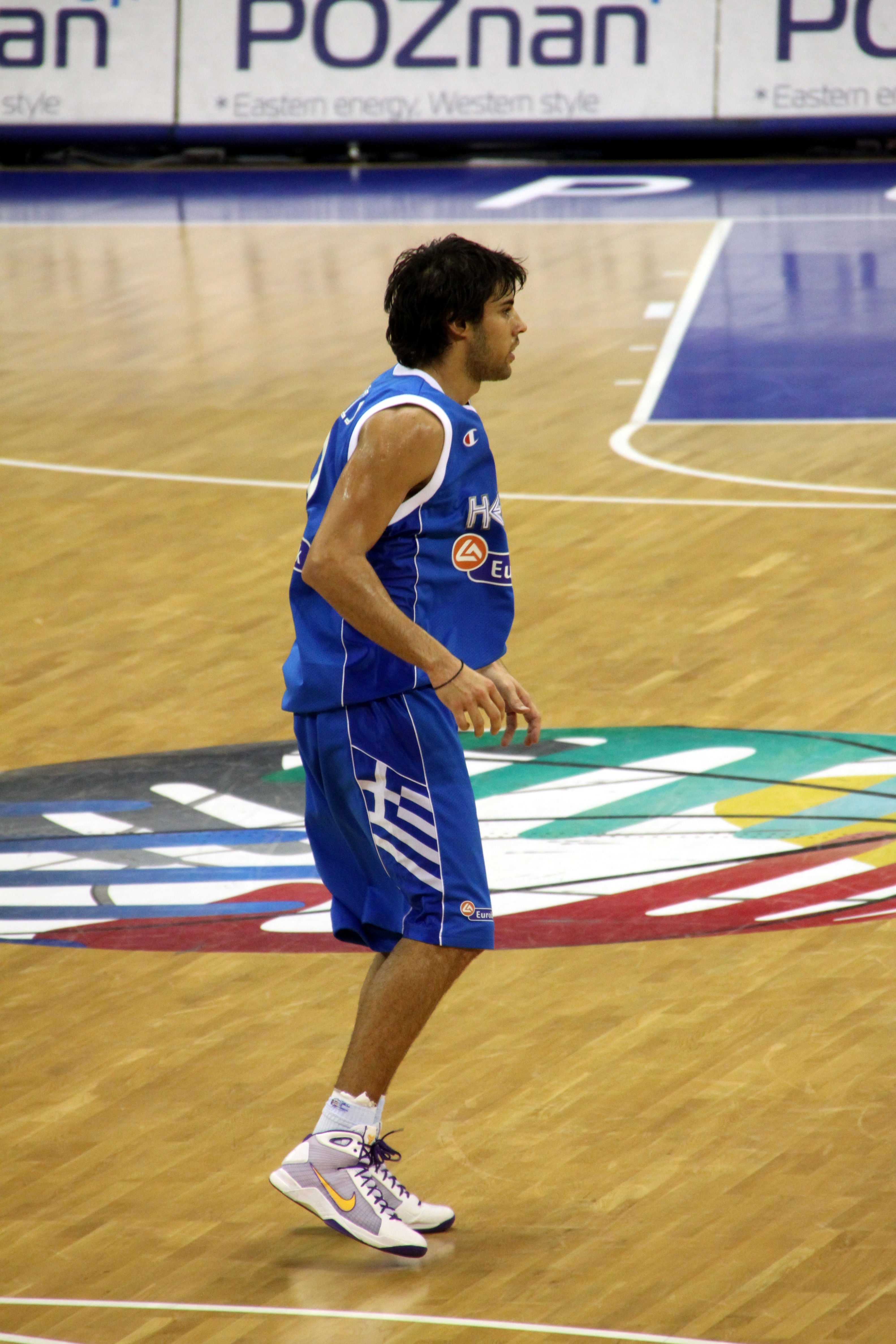
Георгиос Принтезис

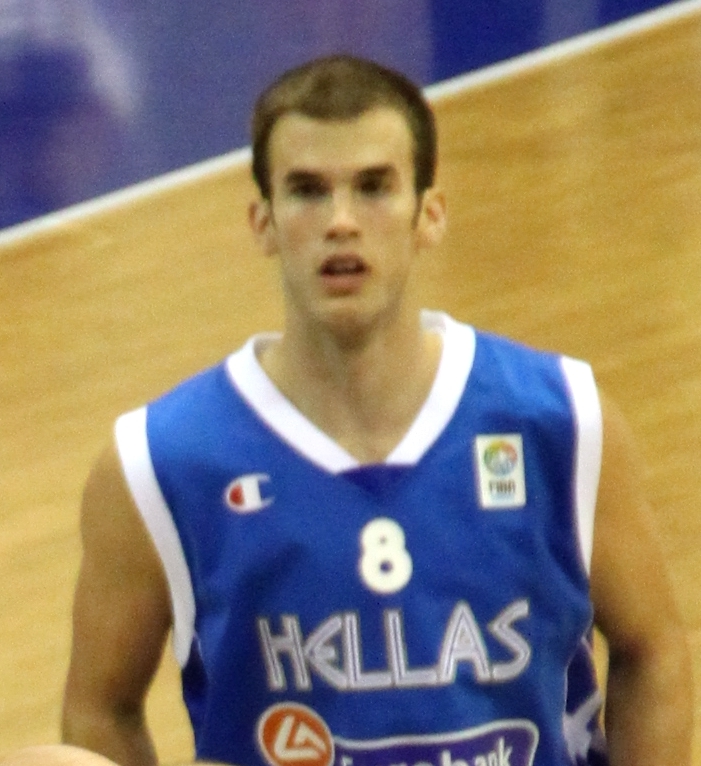
Ник Калатес

Во время подготовки к Евробаскету 2011 перед новым главным тренером греков Илиасом Зоуросом стояла сложная задача: достойно выступить на предстоящем чемпионате континента без более чем девяти ключевых игроков сборной (включая Димитриса Диамантидиса, Теодороса Папалукаса, Софоклиса Схорцанитиса и Василиса Спанулиса). Зоурос составил команду в основном из молодых игроков: половина игроков не имела опыта выступления в международных турнирах. Дойдя до четвертьфинала на Евробаскете, сборная Греции уступила французам со счётом 56−64 и во встречах утешительного раунда заняла шестое место, позволяющее продолжить борьбу за Олимпийскую путёвку. В отборочном турнире к Олимпийским играм греки в четвертьфинале уступили сборной Нигерии (79−80), что не позволило им стать участниками Олимпийских игр 2012.
Перед Евробаскетом 2013 подопечные нового главного тренера сборной Греции Андреа Тринкьери провели серию товарищеских игр, в которых среди прочих обыграли и обоих финалистов прошлого Евробаскета — Францию и Литву. Благодаря этому греки перед стартом Евробаскета считались главными фаворитами предстоящего турнира. Начав турнир с побед над сборными Швеции, России и Турции, греки потеряли из-за травм несколько ключевых игроков (Спанулис, Маврокефалидис, Папаниколау, Зисис), проиграли несколько последующих игр и не смогли пробиться в четвертьфинал Евробаскета впервые с 2001 года, став только одиннадцатыми. Несмотря на этот провал, сборная Греции получила уайлд-кард для участия в чемпионате мира 2014 года, где выступала уже под руководством Фотиса Кацикариса. Несмотря на вновь возникшую ситуацию с большим количеством травм, команда заняла первое место в группе, не проиграв ни одной встречи, но в первом же раунде плей-офф уступила сборной Сербии и заняла только девятое место.
Евробаскет 2015 начался для греков успешно — снова первое место в группе при отсутствии поражений. В плей-офф сборная Греции в упорной борьбе (71−73) проиграла испанцам, которые впоследствии и стали чемпионами Европы. Выиграв классификационный матч у сборной Латвии, Греция заняла пятое место и стала участником Олимпийского квалификационного турнира, где в полуфинале уступила хорватам и снова не отобралась на Олимпийские игры.

## Достижения

### Таблица медалей
За все годы выступления в международных соревнованиях сборная Греции завоевала следующее количество медалей:
| Соревнование           | Золото | Серебро | Бронза | Всего |
| Олимпийские игры       | 0      | 0       | 0      | 0     |
| Чемпионаты мира        | 0      | 1       | 0      | 1     |
| Чемпионаты Европы      | 2      | 1       | 2      | 5     |
| Средиземноморские игры | 1      | 4       | 3      | 8     |
| Итого                  | 3      | 6       | 5      | 14    |

- Чемпионаты мира:
  -  Серебро: 2006
- Чемпионаты Европы:
  -  Золото: 1987, 2005
  -  Серебро: 1989
  -  Бронза: 1949, 2009
- Средиземноморские игры:
  -  Золото: 1979
  -  Серебро: 1991, 2001, 2005, 2009
  -  Бронза: 1955, 1971, 1987

## Статистика
| Год   | Место | В  | П  |
| ----- | ----- | -- | -- |
| 1952  | 17    | 1  | 2  |
| 1996  | 5     | 5  | 3  |
| 2004  | 5     | 4  | 3  |
| 2008  | 5     | 3  | 3  |
| Итого | 4/18  | 13 | 11 |

| Год   | Место | В  | П  |
| ----- | ----- | -- | -- |
| 1986  | 10    | 4  | 6  |
| 1990  | 6     | 4  | 4  |
| 1994  | 4     | 4  | 4  |
| 1998  | 4     | 5  | 4  |
| 2006  |       | 8  | 1  |
| 2010  | 10    | 3  | 3  |
| 2014  | 9     | 5  | 1  |
| 2019  | 11    | 3  | 2  |
| 2023  | 15    | 2  | 3  |
| Итого | 9/19  | 38 | 28 |

| Год   | Место | В   | П  |
| ----- | ----- | --- | -- |
| 1949  |       | 4   | 2  |
| 1951  | 8     | 2   | 6  |
| 1961  | 17    | 2   | 4  |
| 1965  | 8     | 5   | 4  |
| 1967  | 12    | 3   | 6  |
| 1969  | 10    | 2   | 5  |
| 1973  | 11    | 2   | 5  |
| 1975  | 12    | 1   | 6  |
| 1979  | 9     | 4   | 4  |
| 1981  | 9     | 2   | 6  |
| 1983  | 11    | 2   | 5  |
| 1987  |       | 6   | 2  |
| 1989  |       | 3   | 2  |
| 1991  | 5     | 3   | 2  |
| 1993  | 4     | 5   | 4  |
| 1995  | 4     | 5   | 4  |
| 1997  | 4     | 7   | 2  |
| 1999  | 16    | 0   | 3  |
| 2001  | 9     | 2   | 2  |
| 2003  | 5     | 5   | 1  |
| 2005  |       | 6   | 1  |
| 2007  | 4     | 5   | 4  |
| 2009  |       | 6   | 3  |
| 2011  | 6     | 7   | 4  |
| 2013  | 11    | 4   | 4  |
| 2015  | 5     | 7   | 1  |
| 2017  | 8     | 3   | 4  |
| 2022  | 5     | 6   | 1  |
| Итого | 28/45 | 109 | 97 |

| Год   | Место |
| ----- | ----- |
| 1951  | 4     |
| 1955  |       |
| 1967  | 4     |
| 1971  |       |
| 1975  | 5     |
| 1979  |       |
| 1983  | 4     |
| 1987  |       |
| 1991  |       |
| 1993  | 4     |
| 1997  | 4     |
| 2001  |       |
| 2005  |       |
| 2009  |       |
| Итого | 14/17 |

## Состав
| Перейти к шаблону «Состав сборной Греции по баскетболу» | Состав сборной Греции по баскетболу |  |

| Поз. | №  | Имя                    | Дата рождения (возраст)   | Рост   | Клуб         |
| ---- | -- | ---------------------- | ------------------------- | ------ | ------------ |
| РЗ   | 0  | Томас Уолкап           | 30 декабря 1992 (31 год)  | 193 см | Олимпиакос   |
| АЗ   | 5  | Яннулис Ларендзакис    | 22 сентября 1993 (30 лет) | 196 см | Олимпиакос   |
| З    | 6  | Димитриос Мораитис     | 3 февраля 1999 (25 лет)   | 194 см | Панатинаикос |
| З    | 7  | Василис Толиопулос     | 15 июня 1996 (28 лет)     | 188 см | Арис         |
| РЗ   | 8  | Ник Калатес            | 7 февраля 1989 (35 лет)   | 198 см | Монако       |
| ЛФ   | 11 | Панайотис Калаицакис   | 2 января 1999 (25 лет)    | 200 см | Панатинаикос |
| Ц    | 14 | Георгиос Папаяннис     | 3 июля 1997 (27 лет)      | 217 см | Монако       |
| Ф    | 15 | Василис Харалабопулос  | 6 января 1997 (27 лет)    | 203 см | Тюрк Телеком |
| ЛФ   | 16 | Костас Папаниколау (К) | 31 июля 1990 (33 года)    | 203 см | Олимпиакос   |
| ТФ   | 33 | Никос Хугаз            | 4 октября 2000 (23 года)  | 207 см | Андорра      |
| ТФ   | 34 | Яннис Адетокунбо       | 6 декабря 1994 (29 лет)   | 211 см | Милуоки Бакс |
| Ф/Ц  | 44 | Динос Митоглу          | 11 июня 1996 (28 лет)     | 210 см | Панатинаикос |